# Gipo Farassino
Giuseppe "Gipo" Farossino, född 11 mars 1934 i Turin, död 11 december 2013 i Turin, var en italiensk folkmusiker och politiker.
Som låtskrivare producerade Farassino mer än 30 album och nästan 50 singlar. De flesta av hans sånger var på piemontesiska och var direkt inspirerade av franska chanson och chansonniers.